# 양수 (후한)

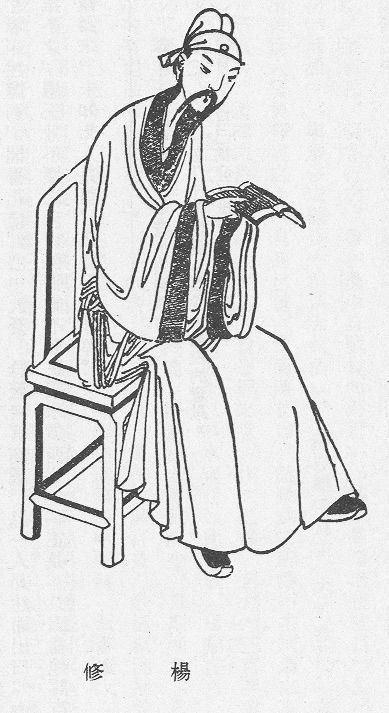
양수

양수(楊脩, 175년 ~ 219년)는 후한 말기의 관료로, 자는 덕조(德祖)이며 홍농군 화음현(華陰縣) 사람이다. 고조부 양진에서 비롯하여 부친 양표에 이르기까지 대대로 삼공을 배출한 명문가문 출신으로, 모친은 원술의 누이이다.
배잠론(裴潛論)에서 양수는 조조 진영의 참모이면서 당대에 이름난 재사(才士, 재주가 뛰어난 선비)로 조조는 양수가 자신을 뛰어넘는 사람이라 말하며 자신의 셋째 아들 조식을 보좌하게 하였다라 평했다.

## 뛰어난 재능
1. 정원의 크기
조조가 부하들에게 정원을 하나 만들라고 명령하였다. 얼마 후 정원이 완성되자 조조가 정원을 구경하러 갔는데 아무 말도 하지 않고 그저 정원 문에 活(살 활)자만을 쓴 채 그대로 돌아가 버렸다. 아무도 왜 써놓았는지 이해를 할 수 없었다. 그것을 본 양수는 "門(문)에다 活(활)자를 써 놓았으니 이것은 곧, 闊(넓을 활)자. 승상께선 정원이 너무 넓다는 뜻으로 쓴 것이 아니겠소?"라 말하고 정원 크기를 줄여놓았다고 한다.
2. 술병의 일합(一合)자
어느 날, 어떤 사람이 조조에게 낙(酪)이라는 술을 한 병 선물하였다. 조조는 그것을 한 모금 마시고 병에 일합(一合)이라는 글자를 써 놓고 옆의 신하들에게 돌렸다. 合자를 본 신하들은 의아해하였다. 양수의 자리에 병이 오자 양수는 "합(合)자를 나눠 풀이해보면 일인일구(一人一口), 즉 한 사람당 한 모금이라는 뜻이오."하고는 낙을 한 모금 마셨다.
3. 아들의 재간
조조가 아들 조비와 조식의 재간을 시험해 보려고 두 아들을 밖으로 내보낸 다음 업(鄴)의 궁궐을 지나가라고 시켰다. 그리고 궁궐의 문지기에게는 절대로 아들을 통과시키지 말라고 명하였다. 아들들은 영문도 모른 채 밖으로 나와 조조가 시키는 대로 하였다. 조비는 궁궐을 통과하려다 문지기가 막자 그대로 돌아가버렸다. 그러나 조식이 궁궐을 통과하려고 할 때, 문지기가 막자 "나는 승상의 명령을 받듣고 지나가는데, 어느 놈이 감히 내 앞길을 막는단 말이냐?"라고 말하고 문지기를 베었다. 조조는 조식의 재간이 놀라워 어떻게 그런 생각을 하였느냐고 묻자, 조식은 "그것은 양수가 가르쳐 주었사옵니다."하고 말했다.
4. 버리기는 아까우나 먹을 것이 없다
조조와 유비가 한중(漢中)을 놓고 치열한 공방전을 펼칠 때의 이야기이다. 조조는 유비에게 번번이 패하고 후퇴하여 더 이상 전진이 불가능하였다. 식량도 떨어져 조조는 더욱 초조해졌다. 이런저런 생각으로 저녁을 먹고 있었는데 저녁상에 닭갈비탕이 있었다. 마침 하후돈(夏候惇)이 들어와 보고하기를, "오늘 암호는 무엇으로 하리오?" 이에 조조는 먹고 있던 닭갈비탕을 보면서 "계륵(鷄肋), 계륵이다."라고 할 뿐 아무 말이 없었다. 그러자 하후돈은 밖의 병사들에게 "오늘의 암호는 계륵이로다." 그러자 병사들은 계륵의 뜻을 알 수 없자 수군대었다. 양수가 그때 나섰다. "닭의 갈비는 버리기는 아까우나 먹을 것이 없는 것, 즉 승상께서는 이 한중을 [유비에게 내주기는 아깝지만 이득이 없으니 철수하라]라는 뜻으로 암호를 계륵이라 정한 것이오."라 말했다. 그 말은 적중하여 이튿날 철수 명령이 내려졌다.

## 양수의 죽음
양수는 앞서 말했듯이 조조의 계륵이라는 암호를 철수 명령으로 해석하였다. 삼국지연의에서는 조조가 자신의 속마음이 드러난 것이 몹시 불쾌해 양수를 참하였다고 한다. 정사에서는 조조가 한중에서 돌아와서 몇 달 후에 군기를 누설했다는 이유로 처형했다고 기록되어 있는데, 계륵 사건과 관계가 있는지는 분명하지 않다.
양수가 왜 죽었는가는 자세히 알 수 없다. 조조는 재능을 아끼는 사람이었기 때문에 처음엔 양수를 신임하였다. 훗날, 조조는 자신의 아들 중 조비, 조식을 두고 누구를 후계자로 정할지 고민이었다. 신하들도 조비파, 조식파로 갈라졌다. 양수는 조식파였는데 조식을 후계자로 삼으려고 했다거나, 조식에게 「답교」라는 책을 이용해 정치적인 수를 가르쳐 위의 후계 문제에도 관여할 정도로 조식에게 가세를 했기 때문에 의심을 한 조조가 양수를 죽였다고 한다. 양수가 조식을 후계자로 추대하기 위해 온 힘을 다하자, 조조는 양수가 점점 성가시어지기 시작하였고 마침 후한의 충신인 양표 가문을 제거할 때라고 생각되어, 양수가 무슨 일을 일으켰을 때 양수를 제거해야겠다고 생각하였다. 그러다 계륵 사건이 일어나자 양수를 참하였다.
결론적으로, 조조는 청류파의 일류인 양씨 일가가 당시 잔류하고 있었으므로 그 세를 끊기 위하여 양수를 참한 것일지도 모른다. 또한, 조식에게 처세술을 가르쳐 주었던 것도 조조의 분을 고양시킨 것으로 보인다.
양수의 어머니는 앞서 말했듯이 원술의 누이이며, 양수는 원술의 외조카가 된다. 그래서 양수가 적이었던 원술의 조카라는 점도 조조가 양수를 참한 이유가 될 수 있다.

## 같이 보기
- 양병
- 양염
- 양제
- 양준
- 양지
- 양진
- 양표